# Bauffe
Pour l’article ayant un titre homophone, voir Beauf.
Bauffe est une section de la commune belge de Lens, située en Région wallonne dans la province de Hainaut.
C’était une commune à part entière avant la fusion des communes.

## Étymologie
Du germanique battu, « profit » et ahhja, « prairie », le nom de la localité signifierait « prairie fertile ».
Finale en effe=avia=ahwjo=pré humide et bat=îlot ⇒interprétation=la prairie sur terrain humide

### Orthographe dans les textes anciens
- 1119: Baaphyium
- 1122: Bahaphyum : charte de l'évêque de Cambrai qui attribue l'autel de Bauffe à l'abbaye de Saint-Ghislain
- 1122: Bôfe
- 1140: Bafia
- 1179: Bafa
- 1186: Boffe
- 1190: Baudouin V le courageux (comte du Hainaut 1171-1195) donne 24 bonniers de ses terres situées à Bauffe.

## Géographie
Le village est situé entre Ath et Lens. Il est traversé par la Brune qui se jette dans la Dendre.

## Population
| Année | Habitants         |
| ----- | ----------------- |
| 1365  | 76 feux =familles |
| 1406  | 44 feux           |
| 1444  | 73 feux           |
| 1531  | 60 feux           |
| 1553  | 102 feux          |
| 1561  | 88 feux           |
| 1801  | 522 habitants     |
| 1846  | 940 habitants     |
| 1910  | 810 habitants     |
| 1946  | 501 habitants     |
| 1961  | 484 habitants     |
| 1976  | 437 habitants     |
| 2002  | 375 habitants     |
|       |                   |

## Histoire
Au Moyen Âge, Bauffe était un fief de la châtellenie d'Ath, elle-même vassale du comté de Hainaut puis département de Jemappes avant de devenir province de Hainaut.
Religieusement, elle dépendait de diocèse de Cambrai, puis de Tournai, décanat de Chièvres. Actuellement: commune de Lens, arrondissement de Mons, tribunal de police de Lens.
La seigneurie de Bauffe a été à certains moments réunie à celle de Tongre-Notre-Dame, mais outre le seigneur de Bauffe on trouvait les seigneurs de Hée, de Brantengien et de Ghislenghien.
Les abbayes d'Épinlieu et de Cambron furent elles aussi "seigneurs" d'un petit fief à Bauffe.
La ferme du Planty était une des multiples propriétés de l'abbaye de Cambron.
La seigneurie de la Hée passa dans les mains de diverses familles (du Chasteleer, de Barebançon, de Berlaimont, de Lannoy, de la Barre, D'Egmont-Pinatelli) avant d'être vendue en 1767 à Jacques-François de Sécus, seigneur de Bauffe, qui détint ainsi le territoire le plus important de Bauffe.
Sa descendance fut au pouvoir avant et après la Révolution de 1789.
On retrouve le baron François de Sécus et son fils Frédéric bourgmestre de 1813 à 1894 et leur héritier le comte de Hemricourt de Grünne de 1813 à 1894.
La vocation agricole du lieu est déjà attestée dans les textes anciens par les mentions de "cense de la Hée", "cense du Planti" puis plus tard "cense du Mambour" et "cense Delmotte".
Cette richesse agricole fut la cause de bien des ravages et entre autres, lors de la guerre civile entre l'empire espagnol de Philippe II et les Pays-Bas qui se déroula entre 1578 et 1585.
Le 4 octobre 1582, les soldats du duc de Parme logent à Bauffe et dans les alentours. Ils pillent les récoltes engrangées, volent les chevaux et terrorisent la population.
Les troupes des États généraux des Provinces-Unies arrivent quelques jours plus tard…
Cette guerre civile et religieuse entre catholiques et réformés, ruine l'entièreté de la châtellerie d'Ath comme les Pays-Bas entiers.
En 1940, les Allemands y ont construit un aéroport qui lui valut 14 bombardements par les alliés.

## Patrimoine et culture

### Son patrimoine

#### L'église Saint-Brice et chapelles
À l'origine, le culte était vraisemblablement fixé dans la chapelle castrale de la Hée comme c'était l'usage. En 1875, le seigneur de Bauffe rétablit le culte dans cette chapelle. L'église paroissiale, dont les dîmes allaient à l'abbaye de Saint-Ghislain, était probablement située dans le cimetière où il existe une chapelle qui pourrait avoir été bâtie à l'endroit du chœur de l'église primitive.
Le comte de Sécus donne un terrain pour y construire une nouvelle église qui est consacrée en 1846 par l'évêque de Tournai.
Sa construction par l'entreprise Motte de Lens a débuté en 1843 selon les plans de l'architecte athois Limbourg, spécialiste du style éclectique et ici c'est le vocabulaire architectural néo-gothique qui fut employé.
L'église fut très ébranlée par les bombardements alliés pendant la guerre 40-45, insuffisamment restaurée en 1950, elle dut être définitivement fermée au culte en 1977 pour être démolie en 1990.
Lors du démontage du clocher, le coq apparut littéralement criblé de balles.

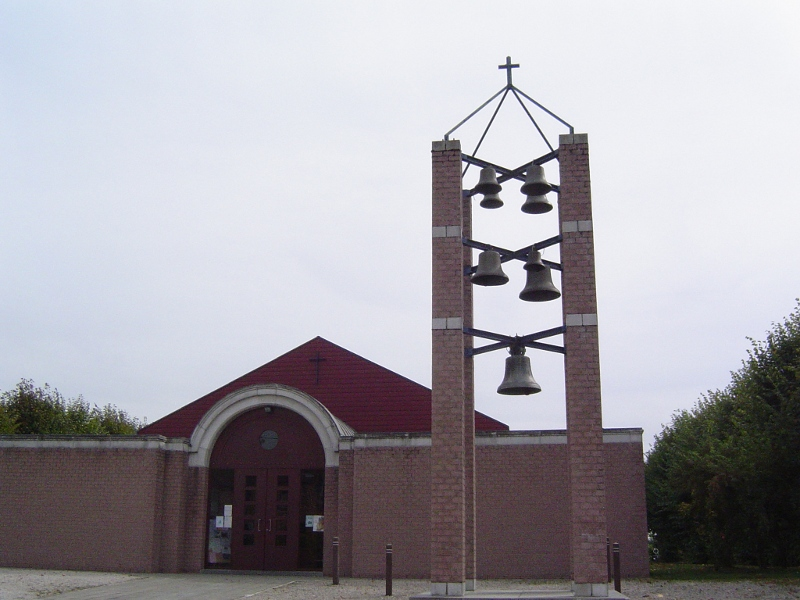
La nouvelle église de Bauffe.

La nouvelle construction consacrée en 1992 étonne quelque peu dans le paysage bauffois : son allure contemporaine, avec un campanile, heurte les regards, habitués qu'ils étaient à l'élégante église néo-gothique qu'ils ont toujours vue mais changement d'époque, changement de style, diminution de la fréquentation des offices et budget obligent, des dimensions plus modestes et un style actuel furent privilégiés.
Un écu portant les armes de sécus a été remplacée en façade, tandis qu'une chapelle construite avec des matériaux de réemploi a été érigée sur la crypte contenant les tombeaux héritiers de cette famille.
Plusieurs chapelles ou potales dédicacées à la Vierge jalonnent l'espace de Bauffe.
Parfois, elles ont été érigées à l'instigation des moines de Cambron qui étaient très attachés au culte de Marie.

#### Le couvent
Vers 1840, des jésuites français exilés construisent à Bauffe un couvent très vaste avec une chapelle. Après leur retour en France, cet édifice échoit à des Ursulines allemandes (Hanovre) qui en font un pensionnat, puis une école ménagère pour jeunes filles qui ferme ses portes en 1918.
Depuis lors, le bâtiment est resté inhabité et est tombé en ruine.

#### La ferme du Planty
Ensemble clôturé du dernier tiers du XVIIIe siècle complété d'annexes plus récentes. À front de rue, beau logis de type tournaisien avec bandeaux, alignant 7 travées sur une base de moellons et à gauche une 8e travée en retrait. Fenêtres à barreaux ; étage bas percé de trois petites baies carrées. Boulins et modillons en doucine sur bandeau.
Face sur cour de même caractère mais sans bandeau ni base en moellons ; lucarne monte-charge. À droite, retour vers la grange à deux larges travées semblables, sans bandeau. Bâtière d'éternit avec croupe à droite. En retrait, grange perpendiculaire en moellons surbâtie et élargie en briques ; bâtière de tuiles à coyau.
Autres dépendances de moindre intérêt. Cette ferme est située au 6, rue des Raves.

#### La ferme du Mambour
Monsieur Plissart, à l'époque propriétaire de la ferme du Mambour a installé une distillerie de sucre dans ses locaux au début du XIXe siècle. Son neveu François Hayois y installe une sucrerie en 1836. Cette petite industrie passe par héritage dans les mains des Jourez. En 1915, une canalisation souterraine reliait l'installation de Bauffe à la râperie de Lens. Bauffe fut raccordé au chemin vicinal pour le transport des betteraves et du sucre. En 1923, les regroupements des sucreries occasionnent la fermeture de l'usine de Bauffe dont le matériel est racheté par la raffinerie Tirlemontoise.

#### Le château
Le château fut bâti par Procope-François-Xavier de Sécus, fin du XVIIIe siècle en style classique.
Il est décrit comme suit : « Le château moderne appartenant au comte de Grunne est agrémenté d'un vaste parc giboyeux ; les serres et orangeries qui avoisinent le château renferment des plantes exotiques, bien cultivées. »

## Économie
En dehors des métiers liés à l'agriculture et à la production locale d'aliments ou de boissons, une seule industrie y a vu le jour : une sucrerie dans les années 1835.

### Tourisme
Le village se trouve près du parc animalier Pairi Daiza, qui se trouve sur la commune voisine de Brugelette.